# Canzonissima (Vlaams programma)
Canzonissima was de naam van een muziekprogramma en de Belgische voorronde van het Eurovisiesongfestival, georganiseerd door de Vlaamse publieke omroep BRT in de jaren zestig.